# Diabla Przełęcz
Diabla Przełęcz (niem. Höllenscharte, słow. Diablovo sedlo, węg. Pokol-csorba, 2319 m) – przełęcz w Grani Baszt w słowackich Tatrach Wysokich. Oddziela ona Zadnią Basztę (2364 m) od Diablej Turni (2356 m). Jest to dość głęboka przełęcz, jej nazwa pochodzi od szczytu Diablowiny. Po zachodniej stronie jej płytowy, częściowo trawiasty stok łagodnie opada do Diablej Zatoki w Dolinie Młynickiej i od tej strony przełęcz jest łatwo dostępna. Po wschodniej stronie, do Dolinki Szataniej opada bardzo trudny do przejścia i bardzo kruchy Diabli Żleb.
Bezpośrednie wejście na Diablą Przełęcz nie jest trudne (skala trudności 0+), jednak prowadzi bardzo stromym i skomplikowanym terenem. Zazwyczaj wchodzi się na tę przełęcz przez Szatana, na którego prowadzi dość wygodna, znakowana kopczykami perć z Doliny Młynickiej. Północna, opadająca do Diablej Przełęczy grań Diablej Turni jest stroma, podczas zejścia wymaga zjazdu na linie (I stopień w skali trudności), natomiast podejście z Diablej Przełęczy na Zadnią Basztę jest łatwe. Wszystkie przejścia w Grani Baszt dopuszczalne są jednak tylko dla zrzeszonych taterników lub turystów z uprawnionym przewodnikiem.
Pierwsze wejścia
- letnie: Zygmunt Klemensiewicz i Jerzy Maślanka, 23 sierpnia 1905 r.,
- zimowe: Alfréd Grósz i Zoltán Neupauer, 8 lutego 1914 r.[5]

Drogi wspinaczkowe
1. Diablim Żlebem; V, 3 godz., kruszyzna
2. Od północnego zachodu przez żleb Diablej Przełęczy Wyżniej; 0+, 45 min
3. Od południowego zachodu przez ścianę południowego wierzchołka Zadniej Baszty; 0+, miejsce I, 45 min[3].

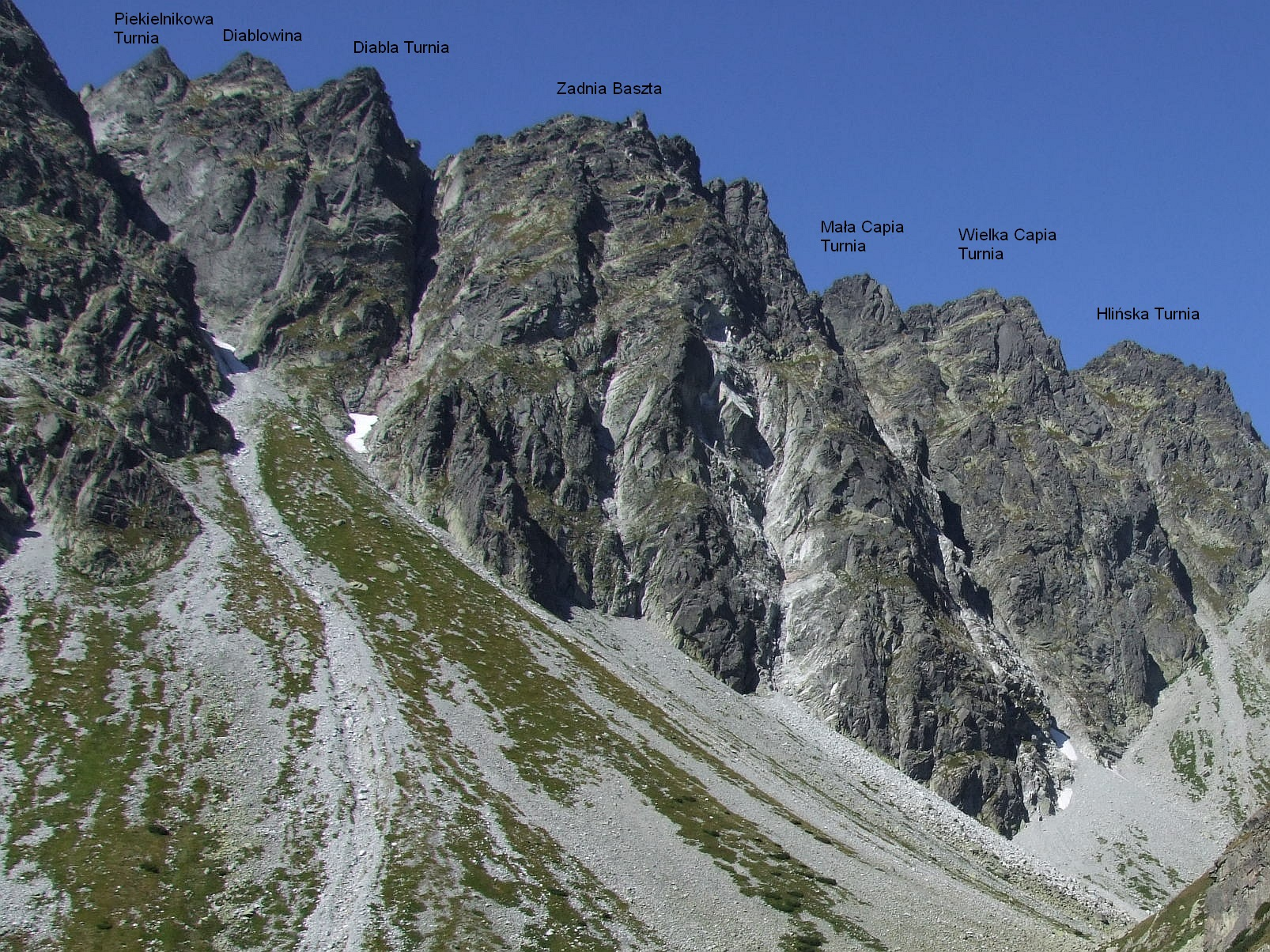
Diabla Przełęcz pomiędzy Diablą Turnią i Zadnią Basztą. Widok z Dolinki Szataniej